# Stéfanos Stefanópulos
Stéfanos Stefanópulos (em grego: Στέφανος Στεφανόπουλος; 3 de julho de 1898 — 4 de outubro de 1982) foi um político da Grécia. Ocupou o cargo de primeiro-ministro da Grécia entre 17 de Setembro de 1965 a 22 de Dezembro de 1966.

## Vida
Stefanopoulos nasceu em Pyrgos, Elis. Ele era um conservador moderado e serviu como membro do gabinete durante o governo de Alexandros Papagos. Ele até serviu como primeiro-ministro interino por um dia após a morte deste último em 4 de outubro de 1955.
Em 17 de setembro de 1965, ele se tornou o primeiro-ministro da Grécia durante o período da "Apostasia" (denominação usada para descrever a crise política na Grécia centrada na renúncia, em 15 de julho de 1965, do primeiro-ministro Georgios Papandreou), apoiado por conservadores e membros desertores do partido União do Centro. Incapaz de obter um voto de confiança parlamentar, seu governo caiu em 22 de dezembro de 1966.
Ele morreu, aos 84 anos, em Atenas.